# Alphaflexiviridae
Alphaflexiviridae es una familia de virus que infectan plantas y hongos. Estos virus son filamentosos y muy flexibles, de donde procede el nombre. Contienen un genoma ARN monocatenario positivo y por lo tanto se incluyen en el Grupo IV de la Clasificación de Baltimore. 

## Descripción
Los viriones de la familia Alphaflexiviridae tienen geometrías flexuosas y filamentosas sin envoltura vírica. El diámetro ronda los 12-13 nm. Los genomas son lineales, de alrededor de 5,4 a 9 kb de longitud. El genoma codifica de 1 a 6 proteínas.
La replicación viral es citoplasmática y lisogénica. La entrada en la célula huésped se logra mediante la penetración en la célula huésped. La replicación sigue el modelo de replicación del virus de ARN de cadena positiva. La transcripción del virus de ARN de cadena positiva es el método de transcripción. La traducción se realiza mediante escaneo con fugas. El virus sale de la célula huésped mediante un movimiento viral tripartito no guiado por túbulos. Las plantas y los hongos sirven como hospedadores naturales. El virus se transmite a través de insectos vectores. Las rutas de transmisión son vectoriales y mecánicas.
En las plantas las enfermedades asociadas con esta familia incluyen: síntomas del mosaico y de la mancha anular.

## Géneros
Se reconocen los siguientes géneros:
- Allexivirus
- Botrexvirus
- Lolavirus
- Platypuvirus
- Potexvirus
- Sclerodarnavirus